# Energy Hamburg
Energy Hamburg ist ein privater Hörfunksender für Hamburg und Umgebung und gehört zur französischen NRJ Group. Er ist ursprünglich ein Nachfolger des Senders Jazz Welle plus Hamburg, dessen Sendebetrieb in der Nacht vom 3. auf den 4. Oktober 1995 eingestellt wurde. Er sendet seit 4. Oktober 1995 auf 97,1 MHz und seit 1. März 2021 in Hamburg auf Kanal 10D, in Kiel auf Kanal 5A und in Lübeck auf Kanal 9D via DAB+.  

## Geschichte

„Waggaman“ Philipp Kolanghis nach seinem Weltrekord

Der Sender initiierte mehrere spektakuläre Aktionen. So wurde bei einem  vorgezogenen Aprilscherz am 31. März 2000 behauptet, die russische Raumstation Mir drohe auf Hamburg zu stürzen. Bei der Polizei gingen zahlreiche Notrufe ein. Der Sender beendete die Aktion schon nach wenigen Stunden und entschuldigte sich anschließend bei seinen Hörern.
In der Nacht vor einem Heimspiel des FC St. Pauli gegen den FC Bayern München im Februar 2002 zettelte der Sender eine nächtliche Party vor dem Hotel der Bayernmannschaft an, um so die Spieler um den Schlaf zu bringen. Daraufhin verlor Bayern München, sie hatten kurz zuvor den Weltpokal gewonnen, gegen den Tabellenletzten St. Pauli 1–2. Das T-Shirt Weltpokalsiegerbesieger erinnert an dieses Spiel.
Der ehemalige Energy-Hamburg-Moderator „Waggaman“ Philipp Kolanghis stellte im November 2004 einen Weltrekord im Dauermoderieren auf, der mittlerweile eingestellt wurde.
Im September 2005 erhielt der Sender einen Bußgeldbescheid über 10.000 Euro durch die Hamburgische Anstalt für neue Medien, da er im März eine Sendung aus der Herbertstraße ausgestrahlt hatte, deren Inhalt aufgrund „der jugendbeeinträchtigenden Darstellung sexueller Praktiken und Angebote von Prostituierten“ beanstandet worden war. Während der Sendung hatte die Studio-Moderatorin mehrfach zu zwei Reportern und zwei Prostituierten in die Herbertstraße geschaltet, wobei die beiden Prostituierten ausführlich über ihre Dienste berichteten.
Der Medienrat der Medienanstalt Hamburg/Schleswig-Holstein gab im November 2019 bekannt, dem Sender zum 1. August 2020, nach einer turnusmäßig notwendig gewordenen Neuvergabe, die UKW-Lizenz auf 97,1 MHz nicht erneut zuzuteilen. Die Frequenz wurde stattdessen dem Anbieter Flux FM zugesprochen. Gegen diese Entscheidung ist Energy Hamburg gerichtlich vorgegangen. 
Das Verwaltungsgericht Hamburg hat in einem Beschluss vom 14. Mai 2020 schließlich angeordnet, dass Energy Hamburg auf seinen bisherigen UKW-Frequenzen über den 31. Juli 2020 hinaus bis zu einer endgültigen Entscheidung im Hauptsacheverfahren weitersenden darf. 
Mit Urteil vom 22. Oktober 2020 hat das VG Hamburg der Klage von Energy Hamburg gegen die UKW-Zuweisungsentscheidung der Medienanstalt Hamburg/Schleswig-Holstein (MA HSH) stattgegeben. Damit bestätigte das Gericht auch im Hauptsacheverfahren seine im Eilverfahren geäußerte Auffassung, dass FluxFM keinen berücksichtigungsfähigen Antrag gestellt habe und infolgedessen nicht am Zuweisungsverfahren hätte beteiligt sein dürfen.

## Programm
Zum Programm gehören Hits in der Auswahl eines CHR-Formats. Es wird vollständig in Hamburg produziert.

## Empfang
Der Sender kann im Ballungsraum Hamburg von 2,3 Millionen Hörern empfangen werden. Über ein Viertel der Hamburger zwischen 14 und 29 Jahren hören Energy Hamburg täglich. Das Programm wird terrestrisch über die Frequenzen 97,1 MHz (Heinrich-Hertz-Turm), 100,9 MHz (Lohbrügge, Füllfrequenz, gerichtet nach Nord-Ost und Süd-Ost) sowie auf 101,6 MHz (Wedel) verbreitet. Von den Standorten wird mit einer Leistung von jeweils 0,1 kW gesendet.
Kabelfrequenz analog in Hamburg ist 99,65 MHz. Seit 2006 ist Energy Hamburg auch im digitalen Kabel (DVB-C) in Hamburg zu empfangen, sowie als Livestream (Homepage und Mobile App).
Seit 1. März 2021 ist Energy mit seinem lokalen Hamburger Programmangebot auch über den digitalen Empfangsweg DAB+ in Hamburg, Kiel und Lübeck zu empfangen.